# فرشته‌ماهی راه‌راه
فرشته‌ماهی راه‌راه (نام علمی: Paracentropyge multifasciata) نام یک گونه از تیره فرشته‌ماهیان است.